# جي (رواية)
جي (بالإنجليزية: G.)‏ هي رواية للكاتب الإنجليزي جون برجر، نشرت عام 1972، لأول مرة عن دار نشر واندنفيلد آند نيكلسون.